# Platja de s'Illa
La platja de s'Illa, o platja de l'Illa de Portlligat, és una platja natural del municipi de Cadaqués (Alt Empordà) situada al sud de l'illa de Portlligat. Té una longitud de 76 m i una amplada mitjana d'11 m, formada per graves i còdols. És la platja més gran de l'illa. S'hi pot accedir caminant des de la platja d'en Pep Ton, a la badia de Portlligat, per les aigües poc profundes del passatge de ses Boquelles, un canal d'uns 30 m d'amplada que separa l'illa de terra ferma. Al costat de la platja hi havia hagut la casa de la família Sentís, que va ser enderrocada quan la Diputació de Girona va comprar l'illa, el 1995.
El 2021 la Diputació de Girona va col·locar taules i bancs a la zona d'arribada de la platja, i va construir gabions per evitar la desaparició de la platja.